# Orologio (Pianta)
L'orologio, scolpito in un unico pezzo di ciliegio con figure allegoriche, che si trova nella Basilica dei Frari a Venezia è stato scolpito da Francesco Pianta il giovane (Venezia 1634 - Venezia 1692), un intagliatore che dal 1657 al 1664 ha intagliato i dossali lignei della sala Capitolare della Scuola Grande San Rocco di Venezia.

## Descrizione
L'orologio del Pianta era collocato nella sacrestia ma a causa dell'ambiente non adatto alla sua conservazione è stato più volte sottoposto a restauri.
L'ultimo intervento conservativo ha interessato anche le due antine perché le pergamene con la descrizione delle allegorie dell'orologio si erano deformate.
Dopo il restauro, che lo ha riportato al primitivo splendore, l'orologio è stato spostato nell'attigua sala del Capitolo e viene conservato in una teca climatizzata di vetro infrangibile. Un supporto informatico permette di illuminare le singole parti dell'orologio corredate da una spiegazione multilingue del soggetto inquadrato.
Attraverso una miriade di dettagli l'orologio realizza una allegoria dello scorrere del tempo, il cui significato lo stesso intagliatore ha voluto illustrare nelle due pergamene che foderano le ante richiudibili dell'orologio.
Ecco come il Pianta spiega il suo orologio: «L'Orologio, racchiuso da un cristallo circondato dall'intaglio elaboratissimo e spettacolare di una maestosa cornice, rappresenta i Trionfi e le vicende del Tempo, poiché descrive, in ognuna delle sue parti, il cambiamento delle Ore, dei Tempi, la fragilità delle cose terrene, la varietà delle Stagioni: tutti trofei del Tempo che con la Falce inesorabile trasforma ciò che fu Albero fruttifero in tronco, ciò che fu Carne, Bellezza, Bravura in Scheletro; priva gli Uccelli del canto, le Messi di fecondità, e gli Splendori delle cose belle; in una parola, toglie la vita alle cose. Tu stesso concludi che questo è il Luogo sacro del Tempo pieno di lacrime e che Trionfa su di noi». 
L'orologio del pianta è un lavoro di grande raffinatezza tecnica che richiede una complessa decifrazione dell'iconografia rappresentata.
Il tempo
Al centro della parte superiore dell'orologio si vede un uomo vecchio alato seduto con il piede destro sopra una ruota, con in mano il peso geometrico e dal cui fianco pende una serpe in cerchio: è l'immagine del tempo; nasce già vecchio, alato perché il tempo vola e la serpe attorcigliata che si morde la coda rappresenta l'eternità. Il cartiglio ricorda il potere del tempo sul passato, sul presente e sul futuro e recita: "Ciò che fu, ciò che e, ciò che sarà / Al mio poter cedette, cede e cederà.".
Il giorno e la notte
Nella parte inferiore della cornice ci sono due angioletti: uno con sopra il sole e l'altro con la luna sulla fronte: rappresentano il giorno e la notte. In un libro, posto in mezzo a loro, il primo scrive: "Il mio raggio avvolge tutto con sé."  mentre l'altro aggiunge: "Tutto sommergo in un profondo oblìo.".
L'adolescenza
In alto, nell'angolo sinistro, è rappresentata l'adolescenza. La figura mostra un fanciullo con una bella chioma e sul cui capo è posata una stella. Nella mano destra ha un profumiere; c'è un pullulare di erbe di fiori e uno svolazzo di uccelli che ricordano lo spuntare della prima stagione, la primavera. Nella mano sinistra, per ricordare lo scorrere del tempo porta un orologio solare (calamita).
La stella che compare sul capo è detta lucifero ed annuncia il sorgere del giorno.
Il cartiglio recita: "Nasco tra i fior, ma il viver mio m'addita,  / pien di calamità la calamita.".
La giovinezza
Nell'angolo superiore destro è rappresentala la giovinezza. Le spighe e le foglie di quercia, le api e gli altri animali richiamano l'estate, la stagione della floridezza. Sul giovane splende il sole ed ha in mano un orologio con i contrappesi di piombo che batte le ore, segnando così il trascorrere del tempo. Il cartiglio recita: "Cresco tra spighe e ormai a forza manca / or che destin  di Piombo il pie' mi stanca.".
La maturità
Nell'angolo sinistro inferiore viene rappresentata la maturità dell'uomo; l'armatura e la spada sono segno della sua virilità. La cornucopia, le foglie di fico e le viti beccate dall'avvoltoio annunciano la vecchiaia e l'autunno, l'inizio della decadenza del vigore. Una meridiana non segna più le ore per la mancanza della luce del sole.
Il cartiglio recita: "Vivo tra viti, ma il mio core ingombra / Tema di sparir come quest'ombra.".
La vecchiaia e la morte
L'angolo destro nella parte inferiore dell'orologio vengono rappresentati la vecchiaia, la morte e l'inverno, la stagione morta che chiude l'anno. Ci sono foglie di edera che di solito coprono edifici in rovina e la civetta, amica della notte. Viene così indicata la fine del giorno e della notte e delle stagioni. Lo scheletro, intagliato in modo particolareggiato, ha la mano sinistra appoggiata a dei rami secchi. Nell'altra mano ha una clessidra che deve essere volta perché ha esaurito tutta la sabbia ed è giunta alla fine. Un cartiglio recita:  "Moro tra il gelo e fragile qual vetro / Cangio in polver le membra, il corpo in spettro."
Il cartiglio, che è posto ai lati della cornice ben lavorata che circonda lo specchio centrale con il quadrante delle ore, riassume tutta la descrizione e registra una funesta sentenza: "Tale sono, come te che miri, soffio e polvere.".
Nel cartiglio in basso, retto dai due angioletti, il Pianta ha voluto mettere la sua firma : junioris veneti opus pianta francisci.

## Galleria d'immagini

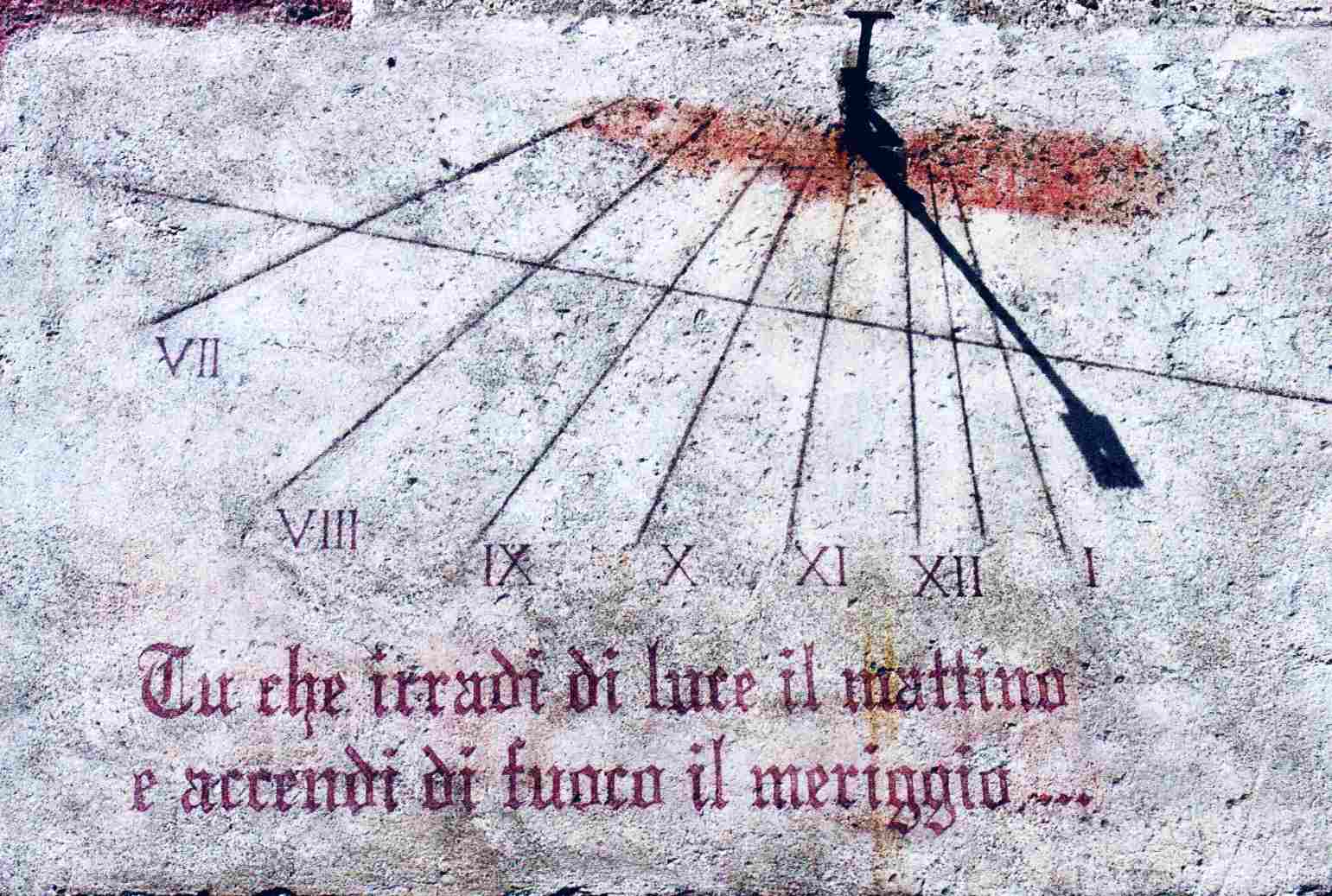
Meridiana
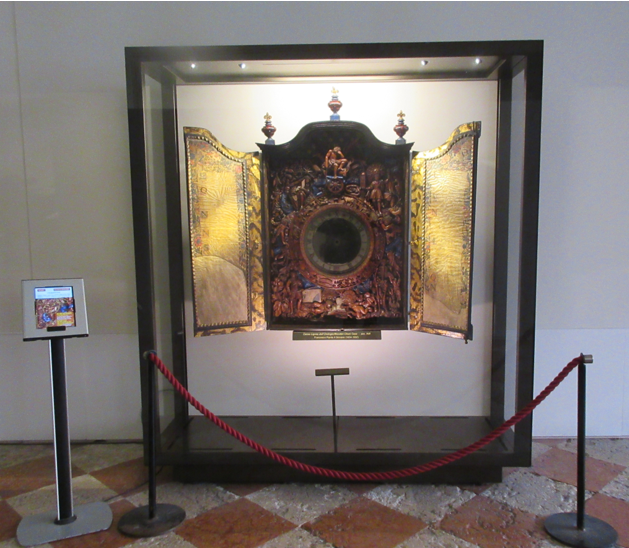
Teca climatizza dell'Orologio Pianta